# مولاتسانا
مولاتسانا (به ایتالیایی: Molazzana) یک کومونه در ایتالیا است که در استان لوکا واقع شده‌است.

## خصوصیات
مولاتسانا ۳۱٫۶ کیلومترمربع مساحت و ۱٬۱۶۶ نفر جمعیت دارد و ۴۷۴ متر بالاتر از سطح دریا واقع شده‌است.